# Stu Ungar
Stuart Errol Ungar (Nueva York, 8 de septiembre de 1953 – 22 de noviembre de 1998) Fue un jugador de póquer que logró ser tres veces campeón del Main Event de los World Series of Poker (1980, 1981 y 1997) Falleció a causa de los excesos de las drogas.

## Biografía
Ungar nació el 8 de septiembre de 1953 en el Lower Manhattan. Su padre, Isidore Ungar regentaba un bar pero su verdadero trabajo era llevar apuestas para la mafia.
Aunque su familia intentó alejarlo de la influencia del juego, con apenas 8 años ya ayudaba a su padre a llevar las apuestas y con 10 apostaba en el hipódromo. Stuey tenía coeficiente de genio, pero aunque adelantó algún curso en la escuela nunca llegó a ser un buen estudiante.
Cuando su padre murió abandono la escuela para mantener a su madre (que estaba enferma) y a su hermana. Tenía 15 años y aparentaba 7. Consiguió un trabajo de dealer en un garito y hacia el que seguramente fue el único “hustle” de su vida. Su compinche empezaba a jugar Gyn Rummy y cuando le quedaban pocas fichas les pedía a sus rivales que dejaran jugar a su “sobrino”, que procedía a limpiarlos.
Por esta época conoció al gánster Víctor Romano, que a cambio de un 20% de sus ganancias lo protegía. Romano tenía también coeficiente de genio (en la cárcel se había memorizado el diccionario entero), era un gran jugador de bridge y seguramente fue la verdadera figura paterna de Ungar.
Ungar empezó a jugar por toda la ciudad acompañado por guardaespaldas y bancado por la mafia.
El juego de Ungar era el Gyn Rummy, un juego parecido a nuestro chinchón pero de 10 cartas. Stu era un adolescente que necesitaba cojines en la silla para llegar a la mesa, pero disfrutaba humillando a sus rivales a cada paso, les leía sus manos en alto y se burlaba de ellos. En una ocasión un rival intento darle con una silla en la cabeza y según Ungar poco después apareció muerto.
Según crecía su fama en Nueva York, la gente le tenía más ganas. Desde Canadá vino para darle una lección el mejor jugador del momento. Stu tenía 16 años y no le dejó ganar ni una mano. 81 a 0. Poco a poco nadie quiso jugar más con él.
Si Stu no tenía rival con las cartas, en las apuestas era todo lo contrario. Tiraba el dinero en cualquier tipo de apuestas

¿Qué hacía con lo que ganaba? Iba a las carreras. Aquel que dijo que el dinero quema en el bolsillo estaba hablando de mí. Algunos me llamarían apostador patológico. Para mí todo se reduce a que es más importante la acción que el dinero. Soy un adicto de la acción. Apostaría hasta en una carrera de cucarachas.
 Stu Ungar

Pronto estuvo muy endeudado (60.000$) con gente muy peligrosa. Tanto que la protección de Romano no era suficiente y su vida corría peligro, así que se marchó de Nueva York.

Tenía la protección de Romano así que no creo que me hubieran matado porque era una mina de oro para ellos, pero no quería quedarme a que me presionaran. Seguramente me habrían dado una paliza si me quedo en Nueva York.
 Stu Ungar

Se marchó a Miami y a Los Angeles buscando mejores partidas, pero pronto quedó claro que el siguiente paso era Las Vegas adonde llegó en 1976, desesperado por conseguir dinero con el que pagar sus deudas. Nada más llegar ganó un torneo de 1.500$ de Gyn que le reporto 50.000$. En las últimas dos manos canto carta por carta lo que tenía su rival en la mano.
Pagó parte de su deuda, pero seguía presionado. Consiguió organizar una partida contra Danny Robinson, otro grandísimo jugador que es más conocido por ser el compañero de Chip Reese en su desembarco en las Vegas. Los 100.000$ que le ganó le permitieron pagar sus deudas e instalarse en Las Vegas definitivamente junto con su novia Madeline Wheeler y el hijo de esta, (se casarían en 1982 y Stu adoptaría a su hijo).
Stuey vivía en un universo propio. No tenía documentos de identidad, cuenta en el banco, ni sabía las cosas más elementales de la vida diaria. Pensaba que el valor de los cheques venia de la firma de cada uno, y cuando vivía en una mansión con un bankroll de varios millones le cortaron la luz por falta de pago. También son muy famosas las anécdotas de los coches que destrozo “¿por qué nadie me dijo que había que ponerles aceite?”.
Ungar había conseguido que nadie quisiera jugar al Gyn con él, ni siquiera dando ventaja así que empezó a jugar al Black Jack. En una ocasión cuando ganaba más de 83.000$ en el Caesar Palace, el mánager cerró la mesa. Indignado canto exactamente las 18 cartas que quedaban por salir. Poco después se le negaba la entrada en casi todas las mesas de Black Jack y por cierto desde entonces el Black Jack se juega con un mínimo de 4 barajas. Claro que eso era poco. Ungar ofrecía apuestas a que podía decir las cartas que faltaban en un mazo de múltiples barajas. Finalmente Bob Stupack acepto la apuesta 10 a 1 que no podría cantar las últimas 3 barajas de un total de 6. Ungar predijo correctamente las últimas 156 cartas sin equivocación y se ganó 100.000$ y la amistad de Stupak.
En 1982 Stu fue denunciado por un casino de Atlantic city por “capear” la apuesta. El casino alegaba que había hecho trampa al poner más fichas tras la mano. Bastante ridículo para alguien de sus habilidades. Aunque la multa era de 500$ los llevó a los tribunales y se dejó más de 50.000$ en abogados para probar que no era un tramposo (contar cartas no era ilegal).
Habiendo quemado otro juego de cartas, finalmente llegó al póker.
La primera mano de póker de Stu fue un día de 1978. Se sentó en la mesa más alta de póker de las Vegas y puso 20.000$ en la mesa. Texas No-Limit. 15 minutos después se habían esfumado. 36 horas más tarde los había convertido en 47.000$

Yo era un monstruo. Era como Bobby Fisher, a ese nivel. La gente me enseñaba un juego y dos días después era mejor que ellos. Les ganaba a juegos en los que llevaban 30 años jugando… Era un monstruo de la naturaleza
 Stu Ungar

Nunca he visto mejorar tanto a nadie. De un día a otro veías como mejoraba.
 Doyle Brunson

En 1980, a los 24 años, juega su primer WSOP y gana a Doyle en el HU. Se ha comentado que era el primer o segundo torneo que jugaba.
Por si fuera poco, al año siguiente revalidó su título. En toda su vida participó en 30 torneos de alto buy-in y ganó 10. En aquella época solo estaban las WSOP y el “Amarillo Slim Super Bowl”. Ganó las dos 3 veces. Su juego ultra agresivo y su capacidad de lectura le hacían perfecto para esta modalidad.

Entendía como ganar botes que nadie más se atrevería ni a intentarlo. A través de eliminación, patrones de apuestas y como la gente juega, te ponía en una mano. Si te ponía en segunda o tercera pareja, Stuey te sacaba de la mano. Pero Stuey era también muy bueno sabiendo cuanto apostar, cuanto tenía que arriesgar para que te tires de tu mano
Billy Baxter

No tenía miedo de arriesgar sus fichas para aprovechar debilidad. Es más difícil de lo que parece; o lo tienes o no lo tienes en ti. Y eso es lo que lo hacia grande.
 Puggy Pearson

Comentan los que le conocían que esta segunda victoria se le subió a la cabeza, y en vez de invertir sus ganancias y planificar su carrera, lo que hizo fue exagerar aún más su estilo de vida.

El problema de Stu es que nunca entendió el objeto del juego. El objeto de ser un jugador profesional es hacer crecer tu bank, mejorar tu nivel de vida, y el de tu familia.
 Mike Sexton

Si ya era un apostador compulsivo, pronto llevó su adicción a extremos que nunca se habían visto en Las Vegas.
Lo mínimo en Stu era llegar a casa de alguien, ver una mesa de billar y proponer jugar por 5000$ la partida sin saber ni coger el taco. Le daba igual quien fuera su rival, un chino campeón de ping pong, o una leyenda del golf. Si le daban acción él estaba dispuesto a regalar su dinero.
Un día llamo a un amigo, y le dijo que se pasara por casa para cobrar una cantidad fuerte que le debía. “¿estás seguro?” “si, ven que acabo de ganar 140.000$ ”. Para cuando su amigo llegó a cobrar había perdido esos 140.000 y debía 50.000$ más. Una vez ganó 3.6 millones al póker y tres semanas después estaba arruinado. Pasaría muchas veces.
Ungar despreciaba el dinero. Sabía que siempre podría generar más. La gente hacia cola para bancarlo por el 50% de sus ganancias. De hecho la gente esta de acuerdo que jugaba mucho mejor con el dinero de otros que con el suyo. El suyo lo tiraba en jugadas ultra agresivas.
De todas formas es necesario decir que si los torneos le venían como anillo al dedo, en cash es más que probable que fuera perdedor.

A Stuey no le importaba ganar, a el lo que le importaba era jugar. Una de las razones de que fuera tan bueno al Gyn es que se juegan todas las manos.
Chip Reese

Al final de cada sesión era invariablemente o el gran ganador o el gran perdedor” “era un “steamer” sin solución. La gente habla de muchos calls magníficos que hizo, pero nadie tiene una historia de algún laydown que hiciera
Barry Greenstein

Stuey no tenía paciencia para jugar en mesa larga
Carl McKelvey

Ungar tenía también fama de ser muy maleducado en las mesas. Insultaba, se burlaba, incluso escupía a las cartas. Una vez una crupier dimitió solo para poder pegarle.

Nunca le he pegado a nadie en los 40 años que llevo jugando al póker, pero a Stu estuve a punto por lo menos 5 veces
Doyle Brunson

Algunos lo achacan a las drogas, pero ya sabemos como se portaba en Nueva York antes de drogarse.
En 1982 se casó y nació su hija, pero Ungar ya vivía la vida a mil por hora; juego, apuestas, grupies y cocaína, mucha, mucha, mucha (no son suficientes “mucha”) cocaína.
En la entrevista para su autobiografía Stuey comenta como la conoció.

Yo no bebía, no me metía nada. Era el tío más sobrio que hayas visto. Una vez fui a casa de un amigo (a jugar) y había una botella de cocaína en la mesa. Pregunte ¿Que es eso? Nunca la había visto. La salud de mi madre había empeorado mucho (apoplejía) y la probé. A veces pienso que hubiera pasado si no me hubiera pasado eso en aquel momento
Stu Ungar

Stuey era una persona muy excesiva y muy competitiva. Nadie podía seguir su ritmo en nada de lo que hiciera. Si iba a comer, engullía la comida antes de que nadie empezara ni con los entrantes, pagaba la cuenta de todos con una propina enorme y volvía corriendo a las mesas. La cocaína no fue distinta. Aunque la probó en principio para permitirle jugar sesiones maratón de varios días (una práctica muy común en la época) pronto la consumiría a todas horas y en cantidades industriales. Si alguien en una fiesta decía “vamos a comprar un par de gramos” Stuey llamaba a su camello y ponía un cuarto de kilo encima de la mesa para todos.
Su vida se había descontrolado completamente y en 1986 su mujer se divorció de él. Tres años más tarde su hijo Richie de 18 años se suicida colgándose con el cable del televisor en el Hilton Hotel.
Los que le conocían dicen que nunca se recuperó de ese golpe. Ungar tenía muy buena relación con su hijo adoptivo. Si antes consumía de manera desmesurada lo llevó a extremos insospechados. Nadie creía que llegaría a cumplir 40 años y sus amigos hacían apuestas sobre ello. Recordemos que Ungar antes de drogarse no llegaba ni al 1.60m ni a los 50 kilos. Lo que ganaba se lo dejaba en drogas y apuestas. Ni siquiera quería jugar al póker. Solo cuando se quedaba sin dinero buscaba quien le bancara y jugaba para ganar suficiente para sus vicios.
Durante las WSOP de 1990 Stu iba chip leader y mandando claramente en su mesa. Al día siguiente no se presentó. Lo encontraron tirado en el suelo de su habitación con una sobredosis y tuvieron que llevarlo a urgencias. Tenía tantas fichas que quedó 9º y cobro 20.500$.
Aunque sus amigos intentaban que se desenganchase, Ungar se negaba y continúa con su vida autodestructiva.
Consumía tanta cocaína que su tabique nasal se había desecho. Fue a un médico a que se lo reconstruyesen. Acabada con éxito la operación el médico le pidió que le diera unos días para que cicatrizase y que no la “usase” mientras tanto. Ese mismo día se metió tanta coca que el nuevo tabique colapso, quedándole la nariz tan deforme que la ocultaba con unas gafas de sol.
En 1997 Ungar había tocado fondo. Consumía crack porque ya no podía esnifar, se le habían caído los dientes y ya nadie le quería dejar dinero para que participase en el Main Event. En el último segundo consiguió convencer a Billy Baxter para que le pagase los 10.000$ de la entrada. Pero como llevaba 24 horas de un lado para otro tratando de conseguir dinero (lo tumbo un 3 outer en el river del HU en el último satélite disponible con sus últimos 1000$), se quedaba dormido en la mesa y parecía que no podría superar el día. Con apoyo moral de su amigo Mike Sexton y amenazas de su socio financiero consiguió pasar al segundo día y ganó su tercer brazalete. En la mesa final eliminó uno a uno a todos sus rivales.
Un Stuey exultante enseñaba a las cámaras de la foto de su hija y decía:

He hecho muchas cosas estúpidas, pero es un hecho que nadie me ha ganado nunca en la mesa de juego. Solo yo me he derrotado a mi mismo
Stu Ungar

En una película Ungar se desintoxicaría y viviría feliz el resto de su vida. Su valor en el póker moderno seria incalculable.
En la vida real 4 meses después se había gastado el dinero del premio y estaba otra vez mendigando dinero para jugar en las mesas, que la gente no le quería dar porque sabían que era para drogas.
El año siguiente ni siquiera bajó de su habitación a defender el título. Tras toda la noche abusando de todo tipo de drogas, con los dedos negros por la pipa y demacrado

Me miré en el espejo y parecía un preso de Auschwitz. Preferí no defender mi título a que me vieran así…
Stu Ungar

Unos pocos meses después salía una noche de noviembre del Bellagio habiendo perdido casi todo de los 25.000$ que le había dejado Baxter para que jugara. Nadie sabe que paso esos 8 días, pero el día 22 se encontró su cadáver en una habitación del motel Oasis. La autopsia dijo que ni siquiera había muerto de sobredosis. Sencillamente su corazón no había aguantado más el ritmo. Tenía 45 años.
Se calcula que Ungar ganó y perdió en su carrera más de 30 millones de dólares. Bob Stupak tuvo que hacer una colecta para pagar el funeral. La flor y nata del póker se presentó para despedirse. También hubo que disuadir a algún jugador que se presentó amenazando con reventar el funeral si no le pagaban lo que Stuey le debía. Así acabó la vida de Stuart 'The Kid' Ungar, muy probablemente el jugador de póker con más talento de la historia.

## Algunas anécdotas de Stu Ungar
La primera vez en su vida que pisó una cancha de golf perdió 80.000 dólares.
Durante su vida perdió varios millones de dólares en una cancha de golf, deporte que no manejaba en absoluto.
Una vez en Palm Springs había concurrido con otros tres amigos a un lugar que les había sido recomendado como el mejor en comidas de la ciudad. Al ingresar les preguntaron si tenían reservas y Stu respondió que no; quien los atendió señaló que era imposible conseguirles un lugar si no tenían un lugar solicitado con anticipación; Stu sacó 100 dólares y le dijo que si alguien faltaba a su reserva, estarían en la barra esperando. Una vez instalados decidieron pedir un trago y cuando Ungar intentó pedir el suyo, el barman le solicitó una identificación. Stu, enojado, le respondió: «Pero si tengo 35 años». Amablemente le respondieron que podía ser verdad, pero que tenía apariencia de un joven y que debía exhibir una identificación o no le podrían servir alcohol. Entonces Stu sacó un rollo de billetes de 10.000 dólares aproximadamente de cada bolsillo y dijo: «Esta es mi identificación.¿Qué adolescente andaría con tanto dinero encima?».
Jugó partidas de ping-pong contra campeones chinos, por 5.000 dólares.
Destrozó un Mercedes Benz y cinco Jaguars para encontrar la excusa de comprarse otros.
No fue a la Casa Blanca cuando Reagan lo invitó porque no sabía qué cubiertos usar en la mesa.
La única vez que programaron una máquina para que le ganara al Gin Rummy, la destrozó. «La puta máquina parecía tener espasmos. Estaba histérica. Sólo sabía calcular, y con eso no alcanza».
Su hija cuenta que su padre daba propinas de 100 dólares por facturas de 50.
Le ganó $ 5.000.000 a Larry Flint en un heads up de Texas Hold'em Poker NL.

## Algunas frases famosas de Stu Ungar
¿Alguna vez vieron la película que dirigió Robert De Niro en la que un chico del Bronx es apadrinado por un mafioso? Bueno, así era yo. A los catorce años alguien empezó a apadrinarme. Mi padre era un levantador de apuestas, de los importantes. Manejaba el Fox's Corner, un bar en la Segunda y la Siete, en Nueva York. Nací en 1953 y me crié rodeado de tipos de la mafia
Stuart Errol Ungar

Si tuviera que categorizar, diría que el gin-rummy es el que más depende del jugador. Después vendrían el póker y el backgammon
Stuart Errol Ungar

¿Qué hacía con lo que ganaba? Iba a las carreras. Aquel que dijo que el dinero quema en el bolsillo estaba hablando de mí. Algunos me dicen apostador patológico. Para mí todo se reduce a que es más importante la acción que el dinero. En Lake Tahoe, jugué partidos de pingpong contra campeones chinos por cinco mil dólares. En Italia aprendí un juego que se llama Ziganet, en donde se apostaba más fuerte que en cualquier otro juego. En un hipódromo conocí un levantador de apuestas que me dejaba apostar por un caballo para ver si entraba último. Soy un adicto de la acción. Apostaría hasta en una carrera de cucarachas
Stuart Errol Ungar

Las Vegas es el paraíso para cualquier degenerado. Se puede jugar las veinticuatro horas. Cuando recién llegué y me quedaba sin fichas, ¿quieren saber quién me financiaba? Tony Spilotro, el tipo al que Joe Pesci supuestamente interpreta en la película Casino
Stuart Errol Ungar

Ni siquiera necesitaba usar mi dinero para jugar. Siempre conseguía alguien que me prestara. Para ellos era el negocio más seguro. Con apuestas limitadas era más difícil, pero cuando me dejaron jugar sin límite desataron un monstruo: tengo más huevos que cualquier otro jugador, y no tengo ningún respeto por el valor de las fichas de plástico. Cuando alguien me desafía, no importa cuán buen tipo sea: lo voy a odiar. Quizá sean sus cejas. Por lo general es la mueca idiota que se les pega en la cara cuando ganan una mano. Lo que fuere. Si alguien me quiere ganar, me lo tomo como algo personal. Y tengo que odiar a alguien para ganarle
Stuart Errol Ungar

Al principio usaba la coca para poder seguir jugando. Pero cuando tenés cientos de miles en efectivo, te persiguen hasta tu casa para ofrecértela
Stuart Errol Ungar

Apostaba a todo: en qué round y con qué mano noqueaba Holyfield a Tyson; cuántos puntos de diferencia y cuántos expulsados iba a haber en un partido de fútbol americano. Y, lo que no apostaba, lo aspiraba. Así es fácil perder fortunas. Debo tener el récord de televisores destrozados. Aunque ahora pienso que, en realidad, quería perder todo para tener que volver a jugar al póker
Stuart Errol Ungar

Se va. No son las mujeres, porque ya no soy un playboy. Pero se va: caballos, deportes, cualquier cosa
Stuart Errol Ungar

Realmente no sé si hay vida sin apuestas. Si la hay, no creo poder disfrutarla. El único momento en el que tengo algún respeto por el dinero es cuando no lo tengo... pero siempre consigo alguien que me financie. El problema es que el póker ya no me estimula tanto. Paso la mayor parte del tiempo hibernando. Salgo a jugar solo cuando necesito algo de dinero. Y no me gusta perder. No quiero que nunca nadie diga que soy un buen perdedor. Porque alguien que es un buen perdedor, por más bueno que sea, sólo es un perdedor
Stuart Errol Ungar

## El Hero call más famoso de Stuart Errol Ungar
Stu Ungar en la Serie Mundial de 1990 llegó a estar con buena cantidad de fichas faltando 20 jugadores, pero la noche antes del día final sucumbió por efectos del abuso de drogas y fue internado en el hospital. Sus fichas se fueron consumiendo hasta quedar 9º.
Su respaldador Billy Baxter, quien lo hacía con frecuencia, furioso, dudó que volvería alguna vez a pagar la entrada de Stuey en un Torneo. Stuey se sintió apenado y humillado por la situación. El ganador, Mansour Matloubi había llegado a Estados Unidos ganando reputación como uno de los jugadores más agresivos y temidos, peor aún, algunos lo tildaban del nuevo Stu Ungar. Esta situación era algo intolerable para alguien como Stu, conocido por amar el juego y la competencia, sin importar el dinero como tal.
Ungar no dudo en retar al campeón Matloubi y le propuso una partida mano a mano (Heads-Up NL) con 50.000$ dólares en juego para demostrarle que, si no hubiera sido por una sobredosis de cocaína la noche anterior a la mesa final, él hubiera ganado el evento Principal
Matloubi aceptó y ambos acordaron que las ciegas serían 200/400 y la partida terminaría cuando uno de los dos tuviera todo el dinero.
El encuentro llamó la atención y se llevó a cabo con gran cantidad de espectadores.
Matloubi no se dejó intimidar por Stu, y comenzó tomando la ventaja. Luego Stuey fue más agresivo con algunos re-raises y la mano decisiva fue la siguiente:
Stuey $60.000, Mansour $40.000
En la mano en cuestión, Ungar estaba en el botón y subió a 1.600$ con 10c-9s antes de ver el flop. Matloubi pagó con 5d-4c y el flop fue:
3s--3c--7d
El pot ya era de 3200$, Matloubi pasó y Ungar apostó 6.000$ que fueron vistos por su oponente. El turn fue el Kh y ambos jugadores pasaron para ver la Qs en el river.
Board: 3s--3c--7d--Kh--Qs
Mansour sintió debilidad en Stuey y se movió All-in por $32.000
Stuey miró por unos segundos a Mansour y terminó diciendo  "Tienes 4-5 o 4-6, I call" (Mostrando su 9-10)
El 10c en su mano fue suficiente para llevarse el bote (80.000$) y ganar la partida.

## Enlaces
- Stu Ungar o El póker soy yo
- Película "High Roller: The Stu Ungar Story "2003
- Resultados
- Biografía de Stu Ungar Historia de Stu, uno de los mejores jugadores de póker de todos los tiempos

- Datos: Q528283